# Arabe bahrani
L'arabe bahrani ou bahrani (appelé baħarna par ses locuteurs) est une variété d'arabe parlée en Arabie orientale et à Oman. À Bahreïn, le dialecte est principalement parlé dans les villages chiites et dans certaines parties de Manama. 
L'arabe bahrani a été fortement influencé par les anciennes langues araméenne, syriaque et akkadienne,. 
Une caractéristique sociolinguistique intéressante de Bahreïn est l’existence de trois dialectes distincts: le bahrani, l’arabe sunnite et l’ajami Les sunnites bahreïnites parlent un dialecte qui ressemble le plus au dialecte urbain parlé au Qatar. 
La persan est la langue étrangère ayant le plus influencé linguistiquement les dialectes bahreïniens. Les différences entre l'arabe bahrani et les autres dialectes bahreïniens suggèrent des origines historiques différentes. Les principales différences entre les dialectes bahrani et non-bahrani sont évidentes dans certaines formes grammaticales et prononciation. Cependant, la majeure partie du vocabulaire est partagée entre des dialectes, ou est distinctement bahreïnite, issue d'une histoire récente commune. De nombreux mots bahranis ont également été empruntés au hindi, au turc ou à l'anglais. 

## Exemples de mots empruntés à d'autres langues
- bānka « ventilateur de plafond », du persan
- sōmān, « équipement », du hindi
- lētar « briquet », de l'anglais
- wīl « roue », de l'anglais
- tēm « temps », de l'anglais
- dareesha « fenêtre », du turc ottoman
- dowshag « matelas » du persan
- orradi « déjà », de l'anglais